# Olympische Sommerspiele 2012/Gewichtheben
Bei den XXX. Olympischen Sommerspielen 2012 in London fanden 15 Wettbewerbe im Gewichtheben, sieben bei den Frauen und acht bei den Männern. Austragungsort war das ExCeL Exhibition Centre am Royal Victoria Dock im London Borough of Newham.
Infolge verschiedener Nachtests von Dopingproben in den Jahren danach wurden bislang 30 Teilnehmer der Gewichtheber-Wettbewerbe 2012 wegen Dopings disqualifiziert, darunter vier Olympiasieger (Stand Januar 2020).

## Bilanz

### Medaillenspiegel
| Platz | Land              | Gold | Silber | Bronze | Gesamt |
| ----- | ----------------- | ---- | ------ | ------ | ------ |
| 1     | China             | 5    | 2      | –      | 7      |
| 2     | Iran              | 3    | 2      | –      | 5      |
| 3     | Nordkorea         | 3    | –      | 1      | 4      |
| 4     | Polen             | 1    | 1      | 1      | 3      |
| 5     | Chinesisch Taipeh | 1    | –      | –      | 1      |
| 5     | Kanada            | 1    | –      | –      | 1      |
| 5     | Spanien           | 1    | –      | –      | 1      |
| 8     | Indonesien        | –    | 2      | 1      | 3      |
| 9     | Südkorea          | –    | 1      | 2      | 3      |
| 10    | Ägypten           | –    | 1      | 1      | 2      |
| 10    | Kolumbien         | –    | 1      | 1      | 2      |
| 10    | Kasachstan        | –    | 1      | 1      | 2      |
| 10    | Thailand          | –    | 1      | 1      | 2      |
| 14    | Bulgarien         | –    | 1      | –      | 1      |
| 14    | Japan             | –    | 1      | –      | 1      |
| 14    | Russland          | –    | 1      | –      | 1      |
| 17    | Vietnam           | –    | –      | 1      | 1      |
| 17    | Kamerun           | –    | –      | 1      | 1      |
| 17    | Kuba              | –    | –      | 1      | 1      |
| 17    | Ukraine           | -    | –      | 1      | 2      |
| 17    | Mexiko            | –    | –      | 1      | 1      |

### Medaillengewinner
| Konkurrenz         | Gold                    | Silber               | Bronze            |
| ------------------ | ----------------------- | -------------------- | ----------------- |
| Klasse bis 56 kg   | Om Yun-chol             | Wu Jingbiao          | Trần Lê Quốc Toàn |
| Klasse bis 62 kg   | Kim Un-guk              | Óscar Figueroa       | Eko Yuli Irawan   |
| Klasse bis 69 kg   | Lin Qingfeng            | Triyatno             | Myong-Hyok Kim    |
| Klasse bis 77 kg   | Lü Xiaojun              | Lu Haojie            | Iván Cambar       |
| Klasse bis 85 kg   | Adrian Zieliński        | Kianoush Rostami     | Tarek Abdelazim   |
| Klasse bis 94 kg   | Saeid Mohammadpour      | Kim Min-jae          | Tomasz Zieliński  |
| Klasse bis 105 kg  | Navab Nasirshelal       | Bartłomiej Bonk      | Ivan Efremov      |
| Klasse über 105 kg | Behdad Salimikordasiabi | Sajjad Anoushiravani | Jeon Sang-guen    |

| Konkurrenz        | Gold             | Silber             | Bronze                                   |
| ----------------- | ---------------- | ------------------ | ---------------------------------------- |
| Klasse bis 48 kg  | Wang Mingjuan    | Hiromi Miyake      | Ryang Chun-hwa                           |
| Klasse bis 53 kg  | Hsu Shu-ching    | Citra Febrianti    | Julija Paratowa                          |
| Klasse bis 58 kg  | Li Xueying       | Pimsiri Sirikaew   | Rattikan Gulnoi                          |
| Klasse bis 63 kg  | Christine Girard | Milka Manewa       | Luz Acosta                               |
| Klasse bis 69 kg  | Rim Jong-sim     |                    | Ubaldina Valoyes \| Anna Nurmuchambetowa |
| Klasse bis 75 kg  | Lidia Valentín   | Abir Abdelrahman   | Madias Nzesso                            |
| Klasse über 75 kg | Zhou Lulu        | Tatjana Kaschirina | Jang Mi-ran                              |

## Zeitplan

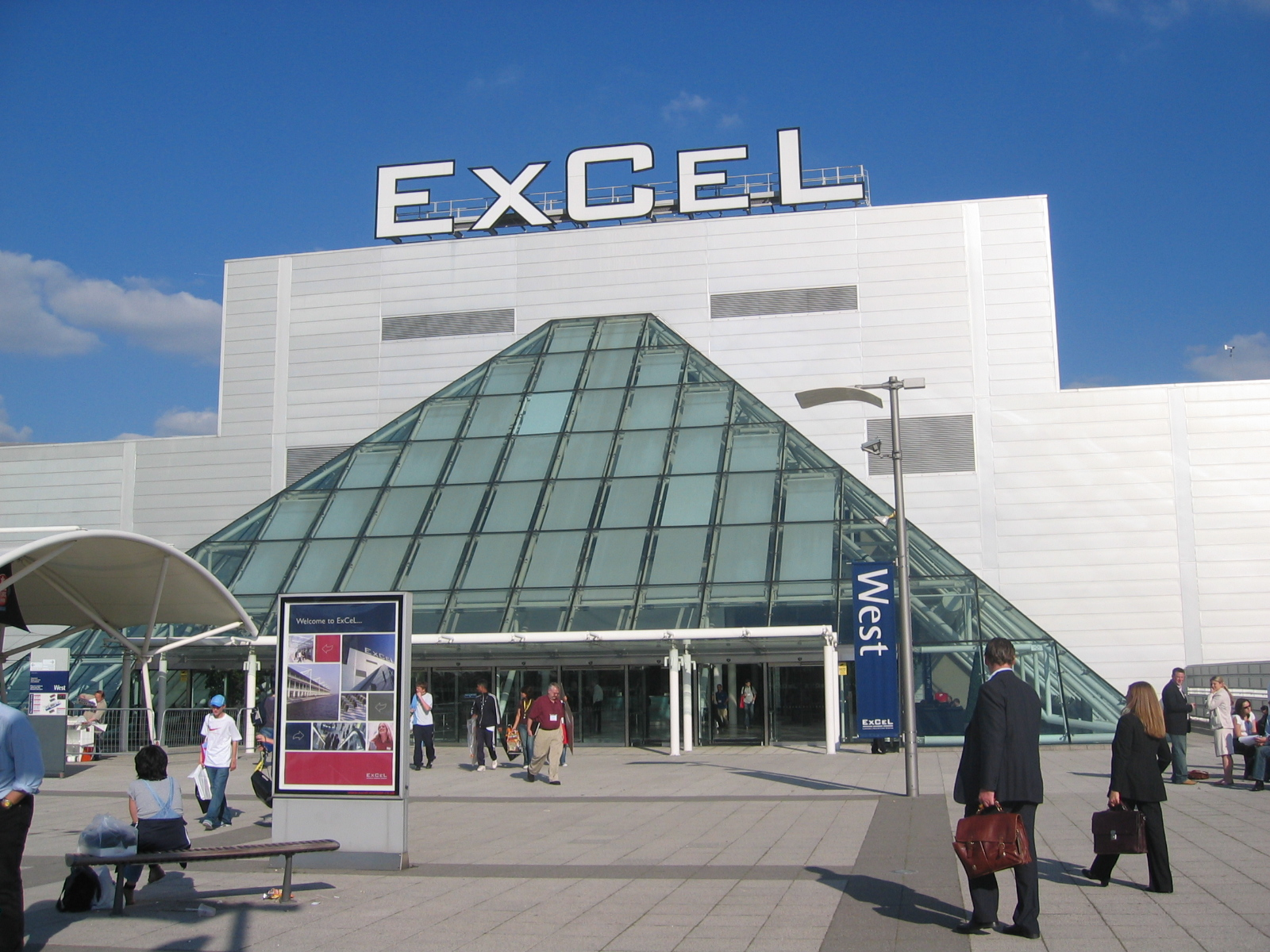
ExCeL Exhibition Centre – Austragungsort der Wettbewerbe im Gewichtheben

| Wettbewerbe        | Juli/August | Juli/August | Juli/August | Juli/August | Juli/August | Juli/August | Juli/August | Juli/August | Juli/August | Juli/August | Juli/August |
| Frauen             | 28.         | 29.         | 30.         | 31.         | 1.          | 2.          | 3.          | 4.          | 5.          | 6.          | 7.          |
| ------------------ | ----------- | ----------- | ----------- | ----------- | ----------- | ----------- | ----------- | ----------- | ----------- | ----------- | ----------- |
| Klasse bis 48 kg   |             |             |             |             |             |             |             |             |             |             |             |
| Klasse bis 53 kg   |             |             |             |             |             |             |             |             |             |             |             |
| Klasse bis 58 kg   |             |             |             |             |             |             |             |             |             |             |             |
| Klasse bis 63 kg   |             |             |             |             |             |             |             |             |             |             |             |
| Klasse bis 69 kg   |             |             |             |             |             |             |             |             |             |             |             |
| Klasse bis 75 kg   |             |             |             |             |             |             |             |             |             |             |             |
| Klasse über 75 kg  |             |             |             |             |             |             |             |             |             |             |             |
| Männer             | 28.         | 29.         | 30.         | 31.         | 1.          | 2.          | 3.          | 4.          | 5.          | 6.          | 7.          |
| Klasse bis 56 kg   |             |             |             |             |             |             |             |             |             |             |             |
| Klasse bis 62 kg   |             |             |             |             |             |             |             |             |             |             |             |
| Klasse bis 69 kg   |             |             |             |             |             |             |             |             |             |             |             |
| Klasse bis 77 kg   |             |             |             |             |             |             |             |             |             |             |             |
| Klasse bis 85 kg   |             |             |             |             |             |             |             |             |             |             |             |
| Klasse bis 94 kg   |             |             |             |             |             |             |             |             |             |             |             |
| Klasse bis 105 kg  |             |             |             |             |             |             |             |             |             |             |             |
| Klasse über 105 kg |             |             |             |             |             |             |             |             |             |             |             |

## Ergebnisse Männer

### Klasse bis 56 kg (Bantamgewicht)
| Platz | Land | Sportler          | Reißen (kg) | Stoßen (kg) | Gesamt (kg) |
| ----- | ---- | ----------------- | ----------- | ----------- | ----------- |
| 1     | PRK  | Om Yun-chol       | 125         | 168         | 293 (OR)    |
| 2     | CHN  | Wu Jingbiao       | 133         | 156         | 289         |
| 3     | VIE  | Trần Lê Quốc Toàn | 125         | 159         | 284         |
| 4     | INA  | Jadi Setiadi      | 127         | 150         | 277         |
| 5     | MEX  | José Montes       | 112         | 157         | 269         |
| 6     | COL  | Sergio Rada       | 118         | 151         | 269         |
| 7     | COL  | Carlos Berna      | 118         | 150         | 268         |
| 8     | PRK  | Sin Chol-bom      | 113         | 145         | 258         |

Datum: 29. Juli 2012, 10:00 Uhr (Gruppe B) / 19:00 Uhr (Gruppe A)

18 Teilnehmer aus 15 Ländern

### Klasse bis 62 kg (Federgewicht)
| Platz | Land | Sportler           | Reißen (kg) | Stoßen (kg) | Gesamt (kg) |
| ----- | ---- | ------------------ | ----------- | ----------- | ----------- |
| 1     | PRK  | Kim Un-guk         | 153         | 174         | 327 (WR)    |
| 2     | COL  | Óscar Figueroa     | 140         | 177         | 317         |
| 3     | INA  | Eko Yuli Irawan    | 145         | 172         | 317         |
| 4     | CHN  | Zhang Jie          | 140         | 174         | 314         |
| 5     | TUR  | Hurşit Atak        | 130         | 172         | 302         |
| 6     | TKM  | Ümürbek Bazarbaýew | 135         | 167         | 302         |
| 7     | INA  | Muhammad Hasabi    | 138         | 163         | 301         |
| 8     | TUR  | Erol Bilgin        | 135         | 165         | 300         |
| 9     | EGY  | Ahmed Saad         | 130         | 162         | 292         |
| 10    | FSM  | Manuel Minginfel   | 127         | 158         | 285         |

Datum: 30. Juli 2012, 10:00 Uhr (Gruppe B) / 19:00 Uhr (Gruppe A)

15 Teilnehmer aus 13 Ländern

### Klasse bis 69 kg (Leichtgewicht)
| Platz | Land | Sportler          | Reißen (kg) | Stoßen (kg) | Gesamt (kg) |
| ----- | ---- | ----------------- | ----------- | ----------- | ----------- |
| 1     | CHN  | Lin Qingfeng      | 157         | 187         | 344         |
| 2     | INA  | Triyatno          | 145         | 188         | 333         |
| 3     | PRK  | Kim Myong-hyok    | 145         | 184         | 329         |
| 4     | VEN  | Junior Sánchez    | 148         | 180         | 328         |
| 5     | TUR  | Mete Binay        | 150         | 175         | 325         |
| 6     | KOR  | Won Jeong-sik     | 144         | 178         | 322         |
| 7     | AZE  | Sərdar Həsənov    | 145         | 176         | 321         |
| 8     | ALB  | Briken Calja      | 143         | 177         | 320         |
| 9     | EGY  | Mohamed Abdelbaki | 145         | 171         | 316         |

Datum: 31. Juli 2012, 10:00 Uhr (Gruppe B) / 19:00 Uhr (Gruppe A)

24 Teilnehmer aus 10 Ländern. Aberkennung der Bronzemedaillen für den Rumänen.

### Klasse bis 77 kg (Mittelgewicht)
| Platz | Land | Sportler             | Reißen (kg) | Stoßen (kg) | Gesamt (kg) |
| ----- | ---- | -------------------- | ----------- | ----------- | ----------- |
| 1     | CHN  | Lü Xiaojun           | 175         | 204         | 379         |
| 2     | CHN  | Lu Haojie            | 170         | 190         | 360         |
| 3     | CUB  | Iván Cambar          | 155         | 194         | 349         |
| 4     | THA  | Chatuphum Chinnawong | 157         | 191         | 348         |
| 5     | EGY  | Ibrahim Ramadan      | 155         | 192         | 347         |
| 6     | ESP  | Andrés Mata          | 150         | 188         | 338         |
| 7     | POL  | Krzysztof Zwarycz    | 150         | 182         | 332         |
| 8     | NGR  | Felix Ekpo           | 151         | 180         | 331         |
| 9     | KAZ  | Kirill Pawlow        | 147         | 175         | 322         |
| 10    | GBR  | Jack Oliver          | 140         | 170         | 310         |

Datum: 1. August 2012, 10:00 Uhr (Gruppe B) / 19:00 Uhr (Gruppe B)

12 Teilnehmer aus 11 Ländern

### Klasse bis 85 kg (Halbschwergewicht)
| Platz | Land | Sportler           | Reißen (kg) | Stoßen (kg) | Gesamt (kg) |
| ----- | ---- | ------------------ | ----------- | ----------- | ----------- |
| 1     | POL  | Adrian Zieliński   | 174         | 211         | 385         |
| 2     | IRI  | Kianoush Rostami   | 171         | 209         | 380         |
| 3     | EGY  | Tarek Abdelazim    | 165         | 210         | 375         |
| 4     | BUL  | Iwan Markow        | 172         | 203         | 375         |
| 5     | EGY  | Ragab Abdelhay     | 165         | 207         | 372         |
| 6     | CUB  | Yoelmis Hernández  | 163         | 205         | 368         |
| 7     | BLR  | Mikalaj Nowikau    | 167         | 196         | 363         |
| 8     | USA  | Kendrick Farris    | 155         | 200         | 355         |
| 9     | UZB  | Sherzodjon Yusupov | 155         | 195         | 350         |
| 10    | THA  | Pitaya Tibnoke     | 152         | 196         | 348         |

Datum: 3. August 2012, 10:00 Uhr (Gruppe B) / 19:00 Uhr (Gruppe B)

23 Teilnehmer aus 20 Ländern
Am 18. Oktober 2016 disqualifizierte das IOC den ursprünglich zweitplatzierten Russen Apti Auchadow wegen Dopings mit Dehydrochlormethyltestosteron und Drostanolon. Am 21. November 2016 folgte die Disqualifikation des ursprünglich neuntplatzierten Georgiers Rauli Tsirekidze, der sich mit Dehydrochlormethyltestosteron und Stanozolol gedopt hatte.

### Klasse bis 94 kg (Mittelschwergewicht)
| Platz | Land | Sportler            | Reißen (kg) | Stoßen (kg) | Gesamt (kg) |
| ----- | ---- | ------------------- | ----------- | ----------- | ----------- |
| 1     | IRI  | Saeid Mohammadpour  | 183         | 219         | 402         |
| 2     | KOR  | Kim Min-jae         | 185         | 210         | 395         |
| 3     | POL  | Tomasz Zieliński    | 175         | 210         | 385         |
| 4     | BLR  | Aleksandr Makarenko | 175         | 209         | 384         |
| 5     | UKR  | Kostjantyn Pilijew  | 166         | 206         | 372         |
| 6     | GRE  | David Kavelasvili   | 170         | 200         | 370         |
| 7     | ALB  | Endri Karina        | 155         | 195         | 350         |
| 8     | KSA  | bbas Al-Qaisoum     | 155         | 180         | 335         |
| 9     | GBR  | Peter Kirkbride     | 138         | 190         | 328         |
| 10    | KIR  | David Katoatau      | 140         | 185         | 325         |

Datum: 4. August 2012, 19:00 Uhr

21 Teilnehmer aus 18 Ländern
Wie das IOC im August 2016 bekanntgab, trat der Kasache Ilja Iljin, der sich bereits bei den Spielen 2008 mit Hilfe von Dopingmitteln die Goldmedaille erschlichen hatte, auch 2012 gedopt an und kam damit ebenfalls auf den ersten Platz. Er wurde disqualifiziert und bekam die Goldmedaillen von 2008 und 2012 aberkannt. Auch der zweitplatzierte Russe Alexander Iwanow war gedopt, genauso der drittplatzierte Moldawier Anatolii Cîrîcu, der aufgrund eines im September 2016 erfolgten Nachtests überführt wurde und nach 2007 und 2015 nun ein dreifacher Wiederholungstäter ist.
Es steht außerdem seit September 2016 fest, dass der viertplatzierte Russe Andrei Demanow, der sechstplatzierte Aserbaidschaner İntiqam Zairov und der siebtplatzierte Kasache Almas Öteschow gedopt waren. Im Oktober 2016 kam ein weiterer Fall von Dopingmissbrauch durch den elftplatzierten Armenier Norayr Wardanjan hinzu. Damit rückten der bisher fünftplatzierte Iraner Saeid Mohammadpour, der bisher achtplatzierte Koreaner Kim Min-jae und der bisher neuntplatzierte Pole Tomasz Zieliński auf die Medaillenränge vor.
Der Ukrainer Artem Iwanow, der bei den ukrainischen Meisterschaften 2012 bereits 420 Kilogramm und damit acht Kilogramm über dem damaligen Weltrekord gehoben hatte, nahm ohne Angabe von Gründen nicht am obligatorischen Einwiegen der Athleten teil und wurde daher disqualifiziert.

### Klasse bis 105 kg (Schwergewicht)
| Platz | Land | Sportler          | Reißen (kg) | Stoßen (kg) | Gesamt (kg) |
| ----- | ---- | ----------------- | ----------- | ----------- | ----------- |
| 1     | IRI  | Navab Nasirshelal | 184         | 227         | 411         |
| 2     | POL  | Bartłomiej Bonk   | 190         | 220         | 410         |
| 3     | UZB  | Ivan Efremov      | 183         | 218         | 401         |
| 4     | SYR  | Ahed Joughili     | 180         | 218         | 398         |
| 5     | LAT  | Artūrs Plēsnieks  | 175         | 215         | 390         |
| 6     | ECU  | Jorge Arroyo      | 185         | 200         | 385         |
| 7     | GER  | Jürgen Spieß      | 172         | 202         | 374         |
| 8     | UKR  | Serhij Tahirow    | 174         | 200         | 374         |

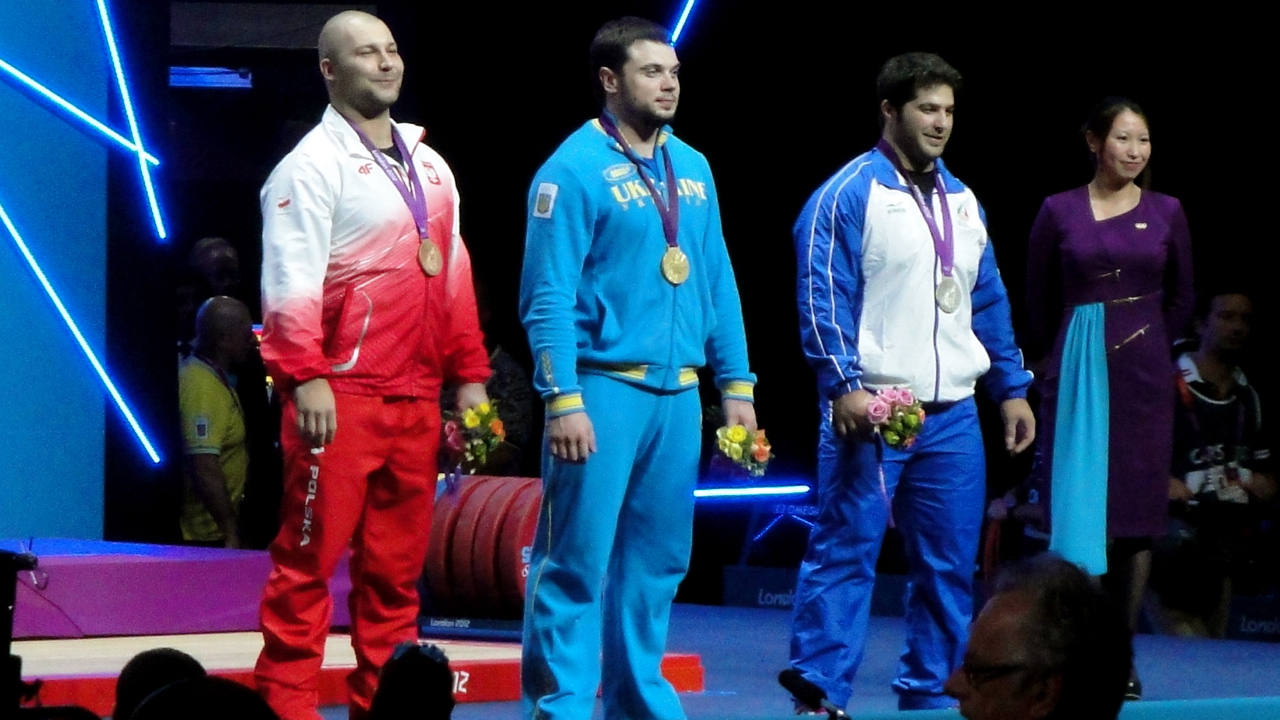
Siegerehrung

Datum: 6. August 2012, 15:30 Uhr (Gruppe B) / 19:00 Uhr (Gruppe A)

17 Teilnehmer aus 14 Ländern.
Dem Ukrainer Oleksij Torochtij wurde die Goldmedaille wegen Dopings aberkannt.

### Klasse über 105 kg (Superschwergewicht)
| Platz | Land | Sportler                | Reißen (kg) | Stoßen (kg) | Gesamt (kg) |
| ----- | ---- | ----------------------- | ----------- | ----------- | ----------- |
| 1     | IRI  | Behdad Salimikordasiabi | 208         | 247         | 455         |
| 2     | IRI  | Sajjad Anoushiravani    | 204         | 245         | 449         |
| 3     | KOR  | Sang-Guen Jeon          | 190         | 246         | 436         |
| 4     | GEO  | Irakli Turmanidse       | 201         | 232         | 433         |
| 5     | UKR  | Ihor Schymetschko       | 197         | 232         | 429         |
| 6     | CZE  | Jiří Orság              | 187         | 239         | 426         |
| 7     | GER  | Almir Velagic           | 192         | 234         | 426         |
| 8     | TPE  | Chen Shih-chieh         | 182         | 236         | 418         |
| 9     | HUN  | Péter Nagy              | 191         | 225         | 416         |

Datum: 7. August 2012, 19:00 Uhr

19 Teilnehmer aus 17 Ländern
Matthias Steiner stürzte beim Versuch, 196 kg zu reißen, und wurde von der Hantelstange im Genick getroffen. Er zog sich Prellungen des Brust- und Nackenbereiches zu und musste den Wettbewerb abbrechen.

## Ergebnisse Frauen

### Klasse bis 48 kg (Bantamgewicht)
| Platz | Land | Sportlerin            | Reißen (kg) | Stoßen (kg) | Gesamt (kg) |
| ----- | ---- | --------------------- | ----------- | ----------- | ----------- |
| 1     | CHN  | Wang Mingjuan         | 91          | 114         | 205         |
| 2     | JPN  | Hiromi Miyake         | 87          | 110         | 197         |
| 3     | PRK  | Ryang Chun-hwa        | 80          | 112         | 192         |
| 4     | THA  | Sirivimon Pramongkhol | 82          | 109         | 191         |
| 5     | TUR  | Nurdan Karagöz        | 83          | 104         | 187         |
| 6     | JPN  | Honami Mizuochi       | 80          | 096         | 176         |
| 7     | IND  | Ngangbam Soniya Chanu | 74          | 097         | 171         |
| 8     | VEN  | Betsi Rivas           | 70          | 098         | 168         |
| 9     | DOM  | Beatriz Pirón         | 79          | 090         | 167         |
| 10    | FRA  | Mélanie Bardis        | 73          | 093         | 166         |

Datum: 28. Juli 2012, 15:30 Uhr

14 Teilnehmerinnen aus 12 Ländern

### Klasse bis 53 kg (Federgewicht)
| Platz | Land | Sportlerin            | Reißen (kg) | Stoßen (kg) | Gesamt (kg) |
| ----- | ---- | --------------------- | ----------- | ----------- | ----------- |
| 1     | TPE  | Hsu Shu-ching         | 96          | 123         | 219         |
| 2     | INA  | Citra Febrianti       | 91          | 115         | 206         |
| 3     | UKR  | Julija Paratowa       | 91          | 108         | 199         |
| 4     | COL  | Rusmeris Villar       | 87          | 109         | 196         |
| 5     | POL  | Aleksandra Klejnowska | 84          | 112         | 196         |
| 6     | VIE  | Nguyễn Thị Thúy       | 85          | 110         | 195         |
| 7     | HKG  | Yu Weili              | 90          | 105         | 195         |
| 8     | VEN  | Inmara Henríquez      | 81          | 113         | 194         |
| 9     | GER  | Julia Rohde           | 85          | 108         | 193         |
| 10    | JPN  | Kanae Yagi            | 82          | 109         | 191         |

Datum: 29. Juli 2012, 15:30 Uhr

18 Teilnehmerinnen aus 13 Ländern
Wie sich im Juni 2016 bei Doping-Nachtestes des Internationalen Olympischen Komitees herausstellte, hatte sich die Kasachin Sülfija Tschinschanlo ihre Goldmedaille mit unerlaubten Mitteln verschafft. Aus diesem Grund wurde ihr diese Medaille aberkannt. Am 21. November 2016 folgte die Aberkennung der Silbermedaille der Moldawierin Cristina Iovu.

### Klasse bis 58 kg (Leichtgewicht)
| Platz | Land | Sportlerin         | Reißen (kg) | Stoßen (kg) | Gesamt (kg) |
| ----- | ---- | ------------------ | ----------- | ----------- | ----------- |
| 1     | CHN  | Li Xueying         | 108         | 138         | 246 (OR)    |
| 2     | THA  | Pimsiri Sirikaew   | 100         | 136         | 236         |
| 3     | THA  | Rattikan Gulnoi    | 100         | 134         | 234         |
| 4     | PRK  | Jong Chun-mi       | 101         | 130         | 231         |
| 5     | BLR  | Nastassja Nowikawa | 103         | 127         | 230         |
| 6     | TPE  | Kuo Hsing-chun     | 099         | 129         | 228         |
| 7     | ECU  | Alexandra Escobar  | 103         | 123         | 226         |
| 8     | COL  | Jackelina Heredia  | 100         | 125         | 225         |
| 9     | ALB  | Romela Begaj       | 101         | 115         | 216         |
| 10    | GBR  | Zoe Smith          | 090         | 121         | 211         |

Datum: 30. Juli 2012, 15:30 Uhr

19 Teilnehmerinnen aus 17 Ländern
Nach ihrer Enttarnung musste die Ukrainerin Julija Kalina im Juli 2016 ihre Bronzemedaille wegen Dopingbetrugs zurückgeben. Ebenfalls gedopt war die ursprünglich fünftplatzierte Aserbaidschanerin Boyanka Kostova.

### Klasse bis 63 kg (Mittelgewicht)
| Platz | Land | Sportlerin          | Reißen (kg) | Stoßen (kg) | Gesamt (kg) |
| ----- | ---- | ------------------- | ----------- | ----------- | ----------- |
| 1     | CAN  | Christine Girard    | 103         | 133         | 236         |
| 2     | BUL  | Milka Manewa        | 102         | 131         | 233         |
| 3     | MEX  | Luz Acosta          | 099         | 125         | 224         |
| 4     | AUS  | Seen Lee            | 083         | 103         | 186         |
| 5     | FIJ  | Maria Liku          | 082         | 100         | 182         |
| 6     | NCA  | Lucía Castañeda     | 079         | 097         | 176         |
| 7     | PER  | Silvana Saldarriaga | 075         | 097         | 172         |

Datum: 31. Juli 2012, 15:30 Uhr

10 Teilnehmerinnen aus 10 Ländern
Im August 2016 wurde die erstplatzierte Kasachin Maija Manesa des Dopingbetrugs mit Stanozolol überführt, woraufhin das IOC ihr die Goldmedaille aberkannte. Weitere Aberkennungen folgten am 12. Januar 2017 bei der ursprünglich zweitplatzierten Türkin Sibel Şimşek und am 5. April 2017 bei der zwischenzeitlich auf den ersten Platz vorgerückten Russin Swetlana Zarukajewa.

### Klasse bis 69 kg (Halbschwergewicht)
| Platz | Land | Sportlerin                  | Reißen (kg) | Stoßen (kg) | Gesamt (kg) |
| ----- | ---- | --------------------------- | ----------- | ----------- | ----------- |
| 1     | PRK  | Rim Jong-sim                | 115         | 146         | 261         |
| 3     | KAZ  | Anna Nurmuchambetowa        | 115         | 136         | 256         |
| 3     | COL  | Ubaldina Valoyes            | 111         | 135         | 246         |
| 4     | TPE  | Huang Shih-hsu              | 110         | 131         | 241         |
| 5     | CAN  | Marie-Ève Beauchemin-Nadeau | 104         | 135         | 239         |
| 6     | EGY  | Esmat Mansour               | 105         | 130         | 235         |
| 7     | TUN  | Ghada Hassine               | 102         | 120         | 222         |
| 8     | ECU  | Rosa Tenorio                | 095         | 115         | 210         |
| 9     | GBR  | Natasha Perdue              | 092         | 113         | 205         |

Datum: 1. August 2012, 15:30 Uhr

15 Teilnehmer aus 14 Ländern
Am 27. Oktober 2016 erkannte das IOC der Belarussin Maryna Schkermankowa die Bronzemedaille ab, auch die ursprünglich viertplatzierte Belarussin Dsina Sasanawez musste disqualifiziert werden. Auch die Rumänin Roxana Cocos verlor wegen Dopings ihre Silbermedaille. Bei Nachkontrollen im November 2020 zu den Proben 2012 wurde sie des Dopings überführt.

### Klasse bis 75 kg (Schwergewicht)
| Platz | Land | Sportler              | Reißen (kg) | Stoßen (kg) | Gesamt (kg) |
| ----- | ---- | --------------------- | ----------- | ----------- | ----------- |
| 1     | ESP  | Lidia Valentín        | 120         | 145         | 265         |
| 2     | EGY  | Abir Abdelrahman      | 118         | 140         | 258         |
| 3     | CMR  | Madias Nzesso         | 115         | 131         | 246         |
| 4     | POL  | Ewa Mizdal            | 104         | 127         | 231         |
| 5     | BRA  | Jaqueline Ferreira    | 102         | 128         | 230         |
| 6     | CHI  | María Fernanda Valdés | 096         | 127         | 223         |
| 7     | KOR  | Lim Ji-hye            | 097         | 126         | 223         |
| 8     | SYR  | Thuraia Sobh          | 086         | 115         | 201         |
| 9     | UAE  | Khadija Mohammed      | 051         | 062         | 113         |

Datum: 3. August 2012, 15:30 Uhr

13 Teilnehmerinnen aus 12 Ländern

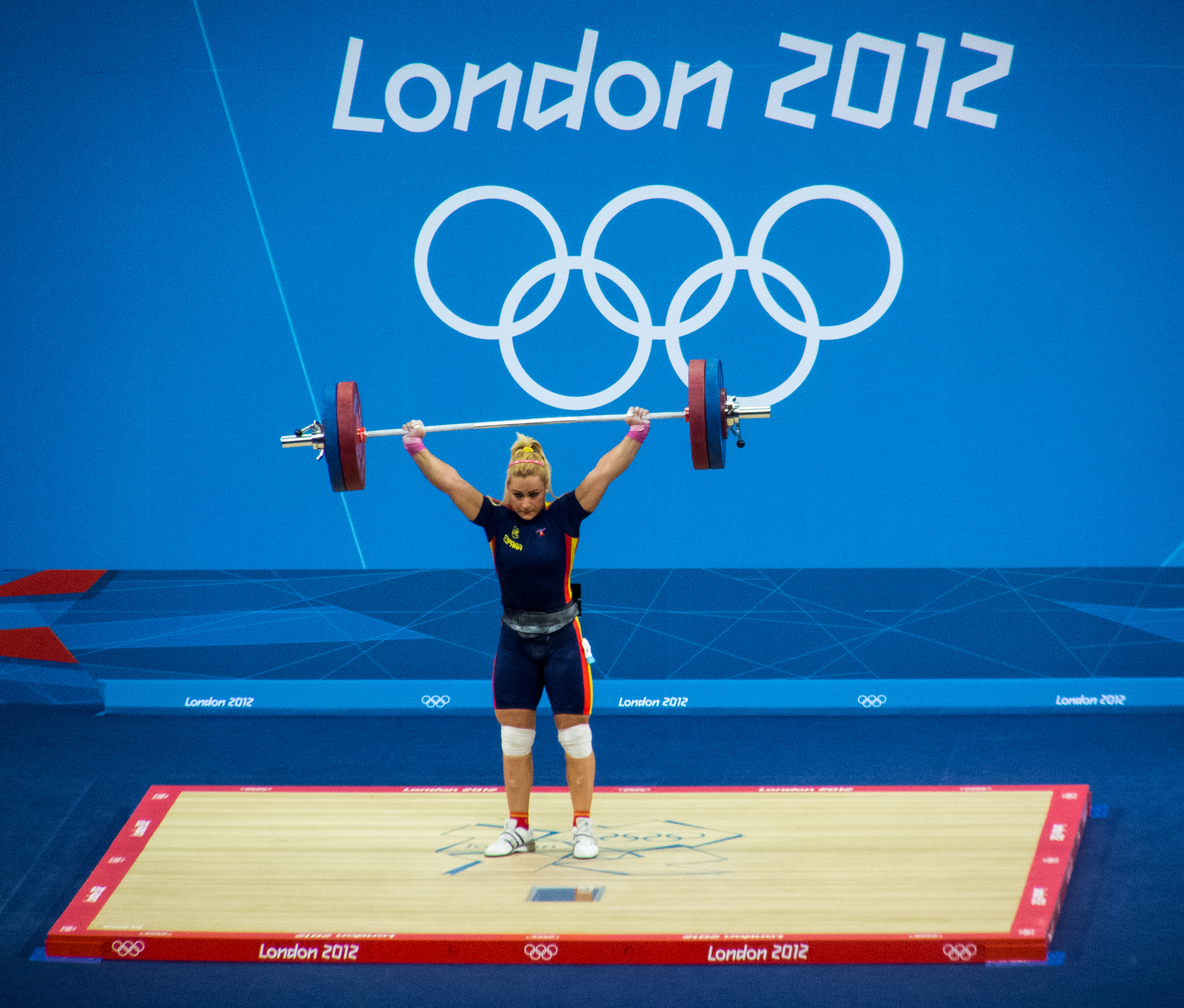
Lidia Valentín

Im August 2016 wurde die drittplatzierte Belarussin Iryna Kulescha des Dopingbetrugs mit Dehydrochlormethyltestosteron überführt. Auch die erstplatzierte Kasachin Swetlana Podobedowa und die zweitplatzierte Russin Natalja Sabolotnaja waren gedopt. Die ursprünglich viertplatzierte Spanierin Lidia Valentín rückte damit als Olympiasiegerin nach.

### Klasse über 75 kg (Superschwergewicht)
| Platz | Land | Sportler           | Reißen (kg) | Stoßen (kg) | Gesamt (kg) |
| ----- | ---- | ------------------ | ----------- | ----------- | ----------- |
| 1     | CHN  | Zhou Lulu          | 146         | 187 (OR)    | 333 (WR)    |
| 2     | RUS  | Tatjana Kaschirina | 151 (WR)    | 181         | 332         |
| 3     | KOR  | Jang Mi-ran        | 125         | 164         | 289         |
| 4     | EGY  | Nahla Ramadan      | 122         | 155         | 277         |
| 5     | SAM  | Ele Opeloge        | 117         | 150         | 267         |
| 6     | USA  | Sarah Robles       | 120         | 145         | 265         |
| 7     | ECU  | Oliba Nieve        | 117         | 138         | 255         |
| 8     | JPN  | Mami Shimamoto     | 110         | 143         | 253         |
| 9     | USA  | Holley Mangold     | 105         | 135         | 240         |
| 10    | GUA  | Astrid Camposeco   | 093         | 115         | 208         |

Datum: 5. August 2012, 15:30 Uhr

14 Teilnehmerinnen aus 13 Ländern
Das IOC überführte die ursprünglich drittplatzierte Armenierin Hripsime Churschudjan des Dopingbetrugs und erkannte ihr im November 2016 die Bronzemedaille ab.

## Qualifikation

### Qualifikationskriterien
Es waren 260 Startplätze zu vergeben, davon für 98 Frauen und 147 für Männer. Fünf Quotenplätze waren für das gastgebende NOK reserviert, zehn Startplätze vergab die International Weightlifting Federation (IWF) nach Abschluss der Qualifikationsphase per Einladung an NOKs, die keine Quotenplätze erreichen konnten. Jedes NOK durfte maximal vier Frauen und sechs Männer für die Wettbewerbe nominieren und maximal zwei Athleten pro Gewichtsklasse. Hauptqualifikationswettkämpfe waren die Weltmeisterschaften 2010 in Antalya und 2011 in Paris. Die Ergebnisse der Athleten eines NOKs wurden in einer Nationenwertung zusammengefasst, getrennt nach Geschlecht.
Bei den Frauen flossen die Ergebnisse der besten vier Teilnehmerinnen eines NOKs in die Nationenwertung ein. Die besten neun Nationen erhielten die Maximalzahl von vier Quotenplätzen, die folgenden Nationen bis Platz 16 je drei und die Nationen bis Platz 21 je zwei. Alle Nationen, die über diese Qualifikation keine Quotenplätze erreichen konnten, durften 2012 an kontinentalen Qualifikationen teilnehmen, bei denen die vier besten afrikanischen, amerikanischen und ozeanischen sowie die sechs besten europäischen und asiatischen Nationen noch jeweils einen Quotenplatz erhielten. Abschließend konnten noch bis zu sieben Quotenplätze an Athletinnen vergeben werden, die in ihrer Gewichtsklasse zu den zehn Besten gemäß Rangliste zählten, dessen NOK aber keinen Quotenplatz erreicht hatte.
Bei den Männern flossen die Ergebnisse der besten sechs Teilnehmer eines NOKs in die Nationenwertung ein. Die besten sechs Nationen erhielten die Maximalzahl von sechs Quotenplätzen, die folgenden Nationen bis Platz 12 je fünf, die Nationen bis Platz 18 je vier und die Nationen bis Platz 24 je drei. Alle Nationen, die über diese Qualifikation keine Quotenplätze erreichen konnten, durften 2012 an kontinentalen Qualifikationen teilnehmen, bei denen die fünf besten afrikanischen und ozeanischen sowie die sieben besten europäischen, amerikanischen und asiatischen Nationen noch jeweils einen Quotenplatz erhielten. Abschließend konnten noch bis zu acht Quotenplätze an Athleten vergeben werden, die in ihrer Gewichtsklasse zu den 15 Besten gemäß Rangliste zählten, dessen NOK aber keinen Quotenplatz erreicht hatte.
Liste der Qualifikationswettbewerbe:
- Weltmeisterschaften 2010 in  Antalya, 17. bis 26. September 2010
- Weltmeisterschaften 2011 in  Paris, 5. bis 13. November 2011
- Afrikameisterschaften 2012 in  Nairobi, 28. März bis 4. April 2012
- Europameisterschaften 2012 in  Antalya, 8. bis 15. April 2012
- Asienmeisterschaften 2012 in  Pyeongtaek, 22. bis 30. April 2012
- Panamerikameisterschaften 2012 in  Antigua, 10. bis 18. Mai 2012
- Ozeanienmeisterschaften in  Apia, 6. bis 9. Juni 2012

### Nationenwertung
Endstand in der Nationenwertung nach zwei Weltmeisterschaften.
| Frauen         | Frauen                  | Frauen         | Frauen         | Frauen         |
| Platz          | Nation                  | WM 2010        | WM 2011        | Gesamt         |
| 4 Quotenplätze | 4 Quotenplätze          | 4 Quotenplätze | 4 Quotenplätze | 4 Quotenplätze |
| -------------- | ----------------------- | -------------- | -------------- | -------------- |
| 01             | Russland                | 104            | 102            | 206            |
| 02             | Volksrepublik China     | 99             | 106            | 205            |
| 03             | Kasachstan              | 95             | 101            | 196            |
| 04             | Türkei                  | 106            | 82             | 188            |
| 05             | Belarus                 | 83             | 89             | 172            |
| 06             | Thailand                | 81             | 90             | 171            |
| 07             | Kolumbien               | 83             | 75             | 158            |
| 08             | Südkorea                | 82             | 69             | 151            |
| 09             | Japan                   | 74             | 73             | 147            |
| 3 Quotenplätze |                         |                |                |                |
| 10             | Chinesisch Taipeh       | 57             | 82             | 139            |
| 11             | Ukraine                 | 77             | 55             | 132            |
| 12             | Nordkorea               | 63             | 67             | 130            |
| 13             | Polen                   | 66             | 64             | 130            |
| 14             | Ägypten                 | 64             | 65             | 129            |
| 15             | Kanada                  | 62             | 60             | 122            |
| 16             | Ecuador                 | 65             | 55             | 120            |
| 2 Quotenplätze |                         |                |                |                |
| 17             | Deutschland             | 56             | 54             | 110            |
| 18             | Venezuela               | 54             | 55             | 109            |
| 19             | Vereinigte Staaten      | 53             | 52             | 105            |
| 20             | Dominikanische Republik | 47             | 54             | 101            |
| 21             | Armenien                | 81             | 17             | 098            |

| Männer         | Männer              | Männer         | Männer         | Männer         |
| Platz          | Nation              | WM 2010        | WM 2011        | Gesamt         |
| 6 Quotenplätze | 6 Quotenplätze      | 6 Quotenplätze | 6 Quotenplätze | 6 Quotenplätze |
| -------------- | ------------------- | -------------- | -------------- | -------------- |
| 01             | Volksrepublik China | 124            | 137            | 261            |
| 02             | Russland            | 123            | 135            | 258            |
| 03             | Iran                | 97             | 136            | 233            |
| 04             | Südkorea            | 96             | 127            | 223            |
| 05             | Polen               | 132            | 91             | 223            |
| 06             | Ukraine             | 87             | 120            | 207            |
| 5 Quotenplätze |                     |                |                |                |
| 07             | Ägypten             | 90             | 106            | 196            |
| 08             | Usbekistan          | 116            | 75             | 191            |
| 09             | Nordkorea           | 91             | 89             | 180            |
| 10             | Türkei              | 92             | 79             | 171            |
| 11             | Indonesien          | 96             | 67             | 163            |
| 12             | Aserbaidschan       | 69             | 93             | 162            |
| 4 Quotenplätze |                     |                |                |                |
| 13             | Kasachstan          | 60             | 98             | 158            |
| 14             | Belarus             | 77             | 80             | 157            |
| 15             | Kolumbien           | 86             | 66             | 152            |
| 16             | Kuba                | 105            | 38             | 143            |
| 17             | Albanien            | 57             | 76             | 133            |
| 18             | Armenien            | 62             | 69             | 131            |
| 3 Quotenplätze |                     |                |                |                |
| 19             | Turkmenistan        | 50             | 75             | 125            |
| 20             | Georgien            | 58             | 65             | 123            |
| 21             | Frankreich          | 38             | 83             | 121            |
| 22             | Rumänien            | 58             | 60             | 118            |
| 23             | Thailand            | 50             | 61             | 111            |
| 24             | Deutschland         | 55             | 55             | 110            |

### Gewonnene Quotenplätze
| Gewonnene Quotenplätze nach NOKs | Gewonnene Quotenplätze nach NOKs | Gewonnene Quotenplätze nach NOKs | Gewonnene Quotenplätze nach NOKs |
| NOK                              | Frauen                           | Männer                           | Gesamt                           |
| -------------------------------- | -------------------------------- | -------------------------------- | -------------------------------- |
| Ägypten                          | 3                                | 5                                | 8                                |
| Albanien                         | 1                                | 4                                | 5                                |
| Algerien                         |                                  | 1                                | 1                                |
| Armenien                         | 2                                | 4                                | 6                                |
| Aruba                            |                                  | 1                                | 1                                |
| Aserbaidschan                    | 1                                | 5                                | 6                                |
| Australien                       | 1                                | 1                                | 2                                |
| Belgien                          |                                  | 1                                | 1                                |
| Brasilien                        | 1                                | 1                                | 2                                |
| Bulgarien                        | 1                                | 1                                | 2                                |
| Chile                            | 1                                | 1                                | 2                                |
| China                            | 4                                | 6                                | 10                               |
| Cookinseln                       | 1                                |                                  | 1                                |
| Deutschland                      | 2                                | 3                                | 5                                |
| Dominikanische Rep.              | 2                                |                                  | 2                                |
| Ecuador                          | 3                                | 1                                | 4                                |
| El Salvador                      |                                  | 1                                | 1                                |
| Fidschi                          | 1                                | 1                                | 2                                |
| Frankreich                       | 1                                | 3                                | 4                                |
| Georgien                         |                                  | 3                                | 3                                |
| Ghana                            | 1                                |                                  | 1                                |
| Griechenland                     |                                  | 1                                | 1                                |
| Großbritannien                   | 2                                | 3                                | 5                                |
| Guatemala                        | 1                                | 1                                | 2                                |
| Honduras                         |                                  | 1                                | 1                                |
| Hongkong                         | 1                                |                                  | 1                                |
| Indien                           | 1                                | 1                                | 2                                |
| Indonesien                       | 1                                | 5                                | 6                                |
| Irak                             |                                  | 1                                | 1                                |
| Iran                             |                                  | 6                                | 6                                |
| Italien                          |                                  | 1                                | 1                                |
| Japan                            | 4                                | 1                                | 5                                |
| Kamerun                          | 1                                | 1                                | 2                                |
| Kanada                           | 3                                |                                  | 3                                |
| Kasachstan                       | 4                                | 4                                | 8                                |
| Kenia                            | 1                                |                                  | 1                                |
| Kirgisistan                      |                                  | 1                                | 1                                |
| Kiribati                         |                                  | 1                                | 1                                |
| Kolumbien                        | 4                                | 4                                | 8                                |
| Kuba                             |                                  | 4                                | 4                                |
| Lettland                         |                                  | 1                                | 1                                |
| Libanon                          |                                  | 1                                | 1                                |
| Litauen                          |                                  | 1                                | 1                                |
| Madagaskar                       | 1                                |                                  | 1                                |
| Mexiko                           | 1                                | 1                                | 2                                |
| Mikronesien                      |                                  | 1                                | 1                                |
| Moldawien                        | 1                                | 1                                | 2                                |
| Nauru                            |                                  | 1                                | 1                                |
| Neuseeland                       |                                  | 1                                | 1                                |
| Nicaragua                        | 1                                |                                  | 1                                |
| Nigeria                          | 1                                | 1                                | 2                                |
| Nordkorea                        | 3                                | 5                                | 8                                |
| Palau                            |                                  | 1                                | 1                                |
| Papua-Neuguinea                  | 1                                | 1                                | 2                                |
| Peru                             | 1                                |                                  | 1                                |
| Philippinen                      | 1                                |                                  | 1                                |
| Polen                            | 3                                | 6                                | 9                                |
| Puerto Rico                      | 1                                |                                  | 1                                |
| Republik China                   | 3                                | 1                                | 4                                |
| Rumänien                         | 1                                | 3                                | 4                                |
| Russland                         | 4                                | 6                                | 10                               |
| Salomonen                        | 1                                |                                  | 1                                |
| Samoa                            | 1                                | 1                                | 2                                |
| Saudi-Arabien                    |                                  | 1                                | 1                                |
| Singapur                         | 1                                |                                  | 1                                |
| Slowakei                         |                                  | 1                                | 1                                |
| Spanien                          | 1                                | 1                                | 2                                |
| Südafrika                        |                                  | 1                                | 1                                |
| Südkorea                         | 4                                | 6                                | 10                               |
| Syrien                           | 1                                | 1                                | 2                                |
| Thailand                         | 4                                | 3                                | 7                                |
| Tschechien                       |                                  | 1                                | 1                                |
| Tunesien                         | 1                                | 1                                | 2                                |
| Türkei                           | 4                                | 5                                | 9                                |
| Turkmenistan                     |                                  | 3                                | 3                                |
| Tuvalu                           |                                  | 1                                | 1                                |
| Uganda                           |                                  | 1                                | 1                                |
| Ukraine                          | 3                                | 6                                | 9                                |
| Ungarn                           |                                  | 1                                | 1                                |
| USA                              | 2                                | 1                                | 3                                |
| Usbekistan                       | 1                                | 5                                | 6                                |
| Venezuela                        | 2                                | 1                                | 3                                |
| Ver. Arabische Emirate           | 1                                |                                  | 1                                |
| Vietnam                          | 1                                | 1                                | 2                                |
| Belarus                          | 4                                | 4                                | 8                                |
| Quotenplätze Gesamt              | 104                              | 156                              | 260                              |

Bei den Afrikameisterschaften gewannen bei den Frauen Nigeria, Tunesien, Kamerun und Madagaskar und bei den Männern Algerien, Tunesien, Kamerun, Südafrika und Nigeria jeweils einen Quotenplatz.
Bei den Europameisterschaften gewannen bei den Frauen Aserbaidschan, Rumänien, Spanien, Bulgarien, Albanien und Frankreich und bei den Männern Moldawien, Bulgarien, Litauen, Ungarn, Griechenland, Tschechien und Spanien jeweils einen Quotenplatz.
Bei den Asienmeisterschaften gewannen bei den Frauen Usbekistan, Syrien, Indonesien, Indien, die Vereinigten Arabischen Emirate und Vietnam und bei den Männern Japan, die Republik China, Vietnam, Kirgisistan, Indien, Saudi-Arabien und Syrien jeweils einen Quotenplatz.
Bei den Panamerikaschaften gewannen bei den Frauen Mexiko, Brasilien, Chile und Guatemala und bei den Männern Ecuador, Brasilien, Mexiko, die USA, Guatemala, Venezuela und Chile jeweils einen Quotenplatz.
Bei den Ozeanienmeisterschaften gewannen bei den Frauen Samoa, Papua-Neuguinea, die Fidschis und Australien und bei den Männern Australien, Kiribati, die Fidschis, Neuseeland und Papua-Neuguinea jeweils einen Quotenplatz.
Individuelle Startplätze gewann je eine Athletin aus Hongkong, Moldawien und den Philippinen sowie je ein Athlet aus der Slowakei, Lettland, Syrien, El Salvador, Nauru und Mikronesien.
Zum Abschluss der Qualifikation vergab der Weltverband IWF im Juni 2012 jeweils noch einen Quotenplatz an Belgien, Ghana, Kenia, den Libanon, Puerto Rico, Singapur, die Salomonen, Peru und Uganda. Per Einladung erhielt je ein Athlet aus Aruba, den Cookinseln, Honduras, Nicaragua, Palau, Samoa und Tuvalu einen Startplatz.